# Simone Ravanelli
Simone Ravanelli (Bergamo, 4 de julio de 1995) es un ciclista italiano.
En 2020 disputó el Giro de Italia, siendo su primera gran vuelta. A finales de la temporada 2021 fue herido en un atropello durante un entrenamiento junto a su compañero Luca Chirico.

## Palmarés
2018
- Trofeo Alcide Degasperi

2019
- Giro del Medio Brenta

## Resultados en Grandes Vueltas
| Carrera | Carrera         | 2016 | 2017 | 2018 | 2019 | 2020 | 2021 | 2022 |
| ------- | --------------- | ---- | ---- | ---- | ---- | ---- | ---- | ---- |
|         | Giro de Italia  | —    | —    | —    | —    | 74.º | 71.º | 91.º |
|         | Tour de Francia | —    | —    | —    | —    | —    | —    | —    |
|         | Vuelta a España | —    | —    | —    | —    | —    | —    | —    |

—: no participa
Ab.: abandono

## Equipos
- Unieuro (2016-2017)
  - Unieuro-Willier (2016)
  - Unieuro Trevigiani-Hemus 1896 (2017)
- Biesse Carrera (2018-2019)
  - Biesse Carrera Gavardo (2018)
  - Biesse Carrera (2019)
- Androni Giocattoli-Sidermec (stagiaire) (08.2019-12.2019)
- Androni Giocattoli (2020-2022)
  - Androni Giocattoli-Sidermec (2020-2021)
  - Drone Hopper-Androni Giocattoli (2022)